# Moulins à vent de Mykonos
Pour les articles homonymes, voir Moulin à vent et Mykonos.
Les moulins à vent de Mykonos sont une série de 16 anciens moulins à vent traditionnels, de l’île de  Mykonos dans l'archipel des Cyclades en Grèce. Ils sont quelques-uns des monuments emblématiques et pittoresques du patrimoine architectural de l'île et des Cyclades. 

## Histoire
Ces anciens moulins à vent sont dispersés sur l’île de Mykonos, construits sur ses sommets venteux, avec des vues panoramiques pittoresques sur l'île et sur la mer Égée. Sept moulins à vent peuvent être vus en particulier en entrant dans le port d'Alefkandra et de chaque point du village de Mykonos (Chora).  

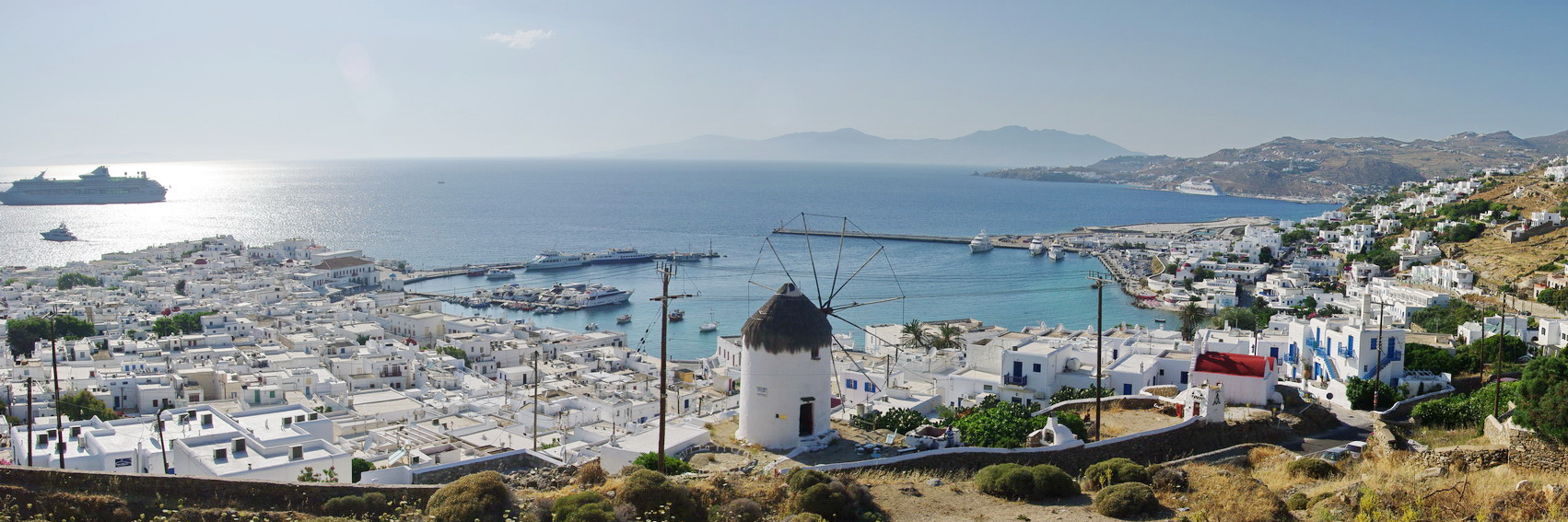

La plupart d'entre eux ont été construits par les Vénitiens au XVIe siècle, puis leur construction s'est poursuivie jusqu'au début du XXe siècle, principalement pour produire de la farine de céréales (blé ou orge) de l'île ou des îles voisines. La plupart des moulins à vent sont orientés vers le nord, où le climat de l'île génère ses vents les plus forts pendant près de 300 jours par an. 

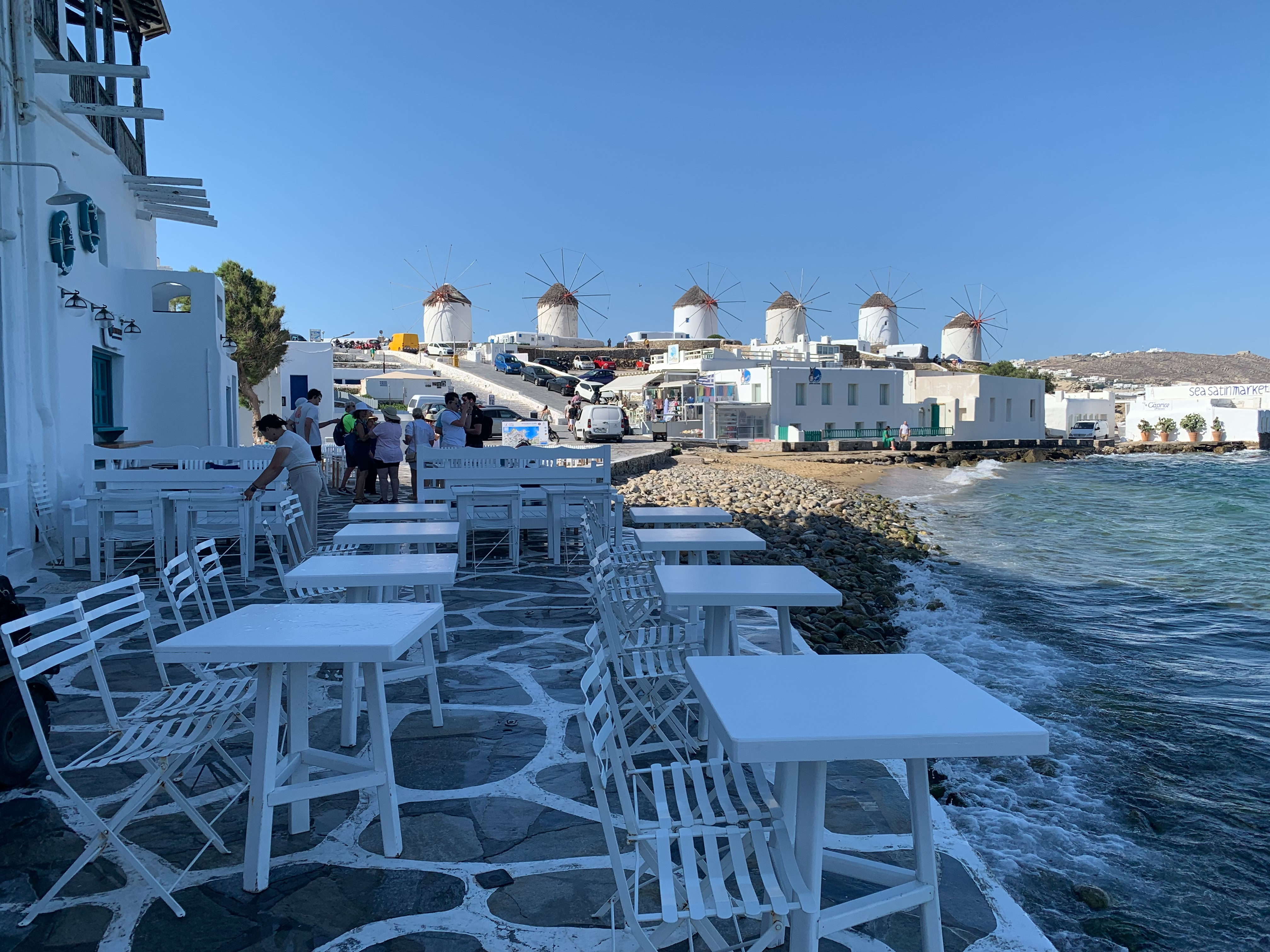
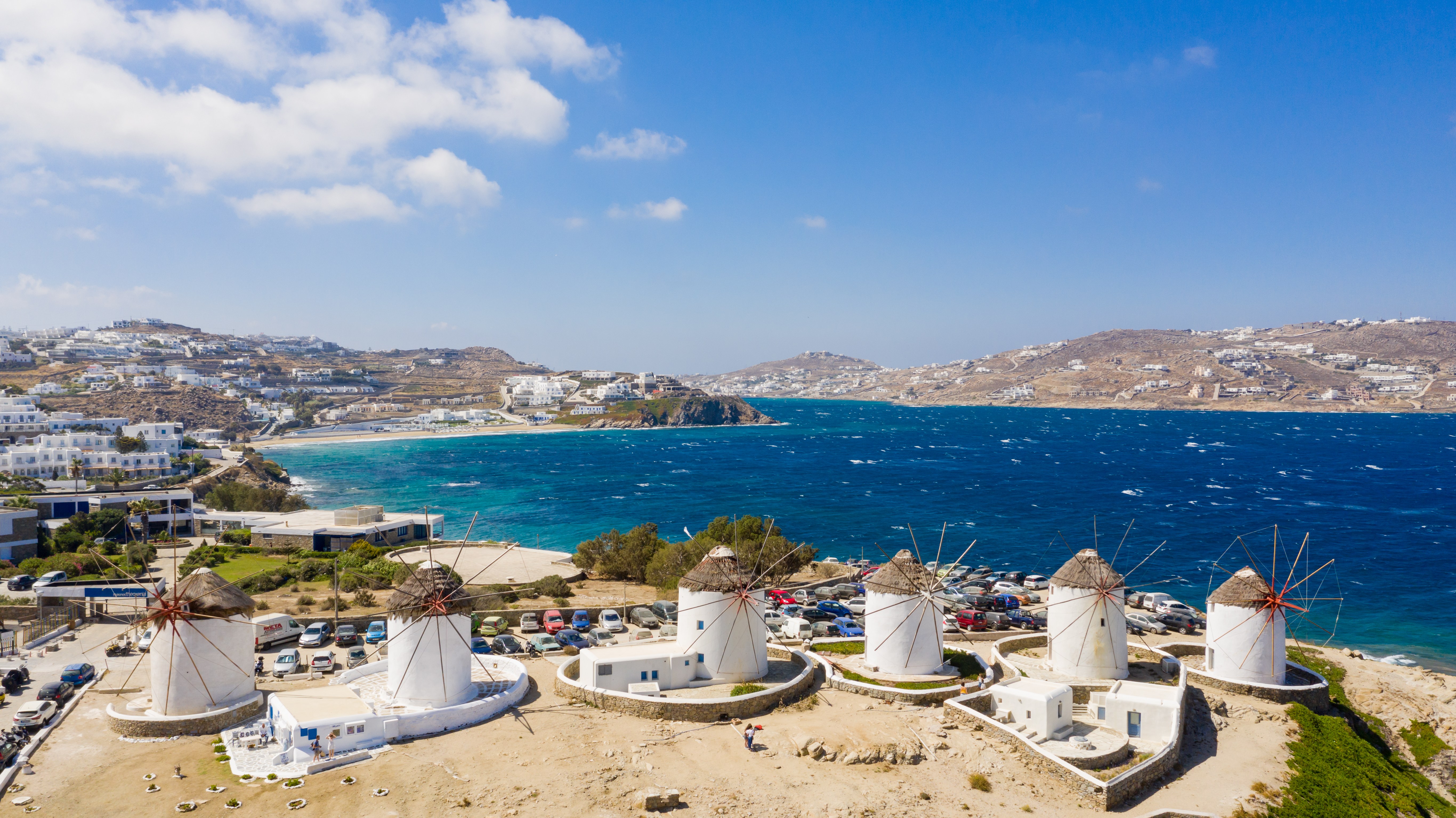
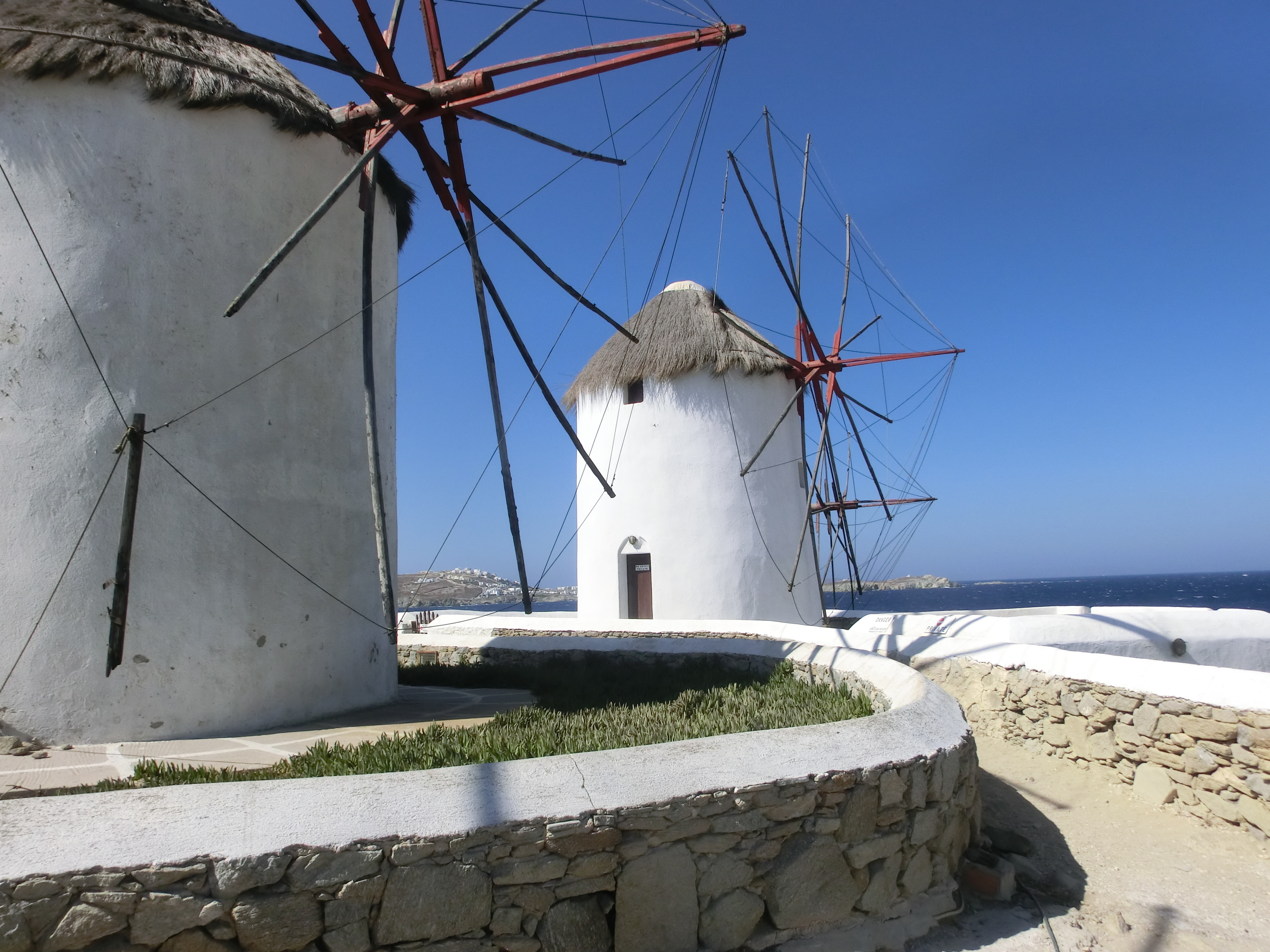

À l'image, entre autres, des moulins à vent d'Oia de l'île de Santorin voisine, leur architecture cycladique est typique, avec une forme ronde, en pierre et en bois, sur deux étages, des murs blanchis à la chaux, de très petites fenêtres, des toits de chaume, et des ailes latines en bois toutes dépourvues avec le temps de leurs voiles d'origines.  

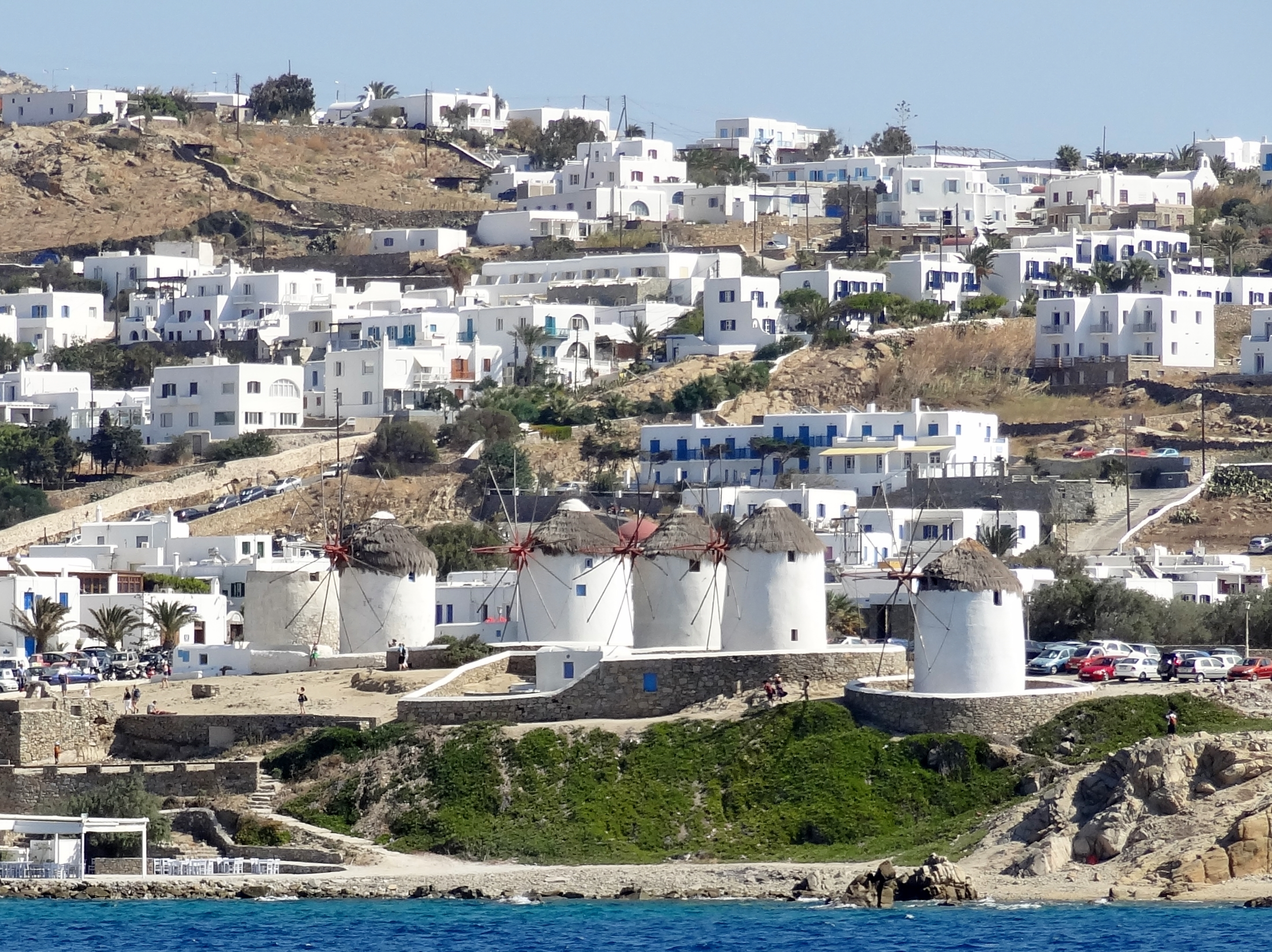
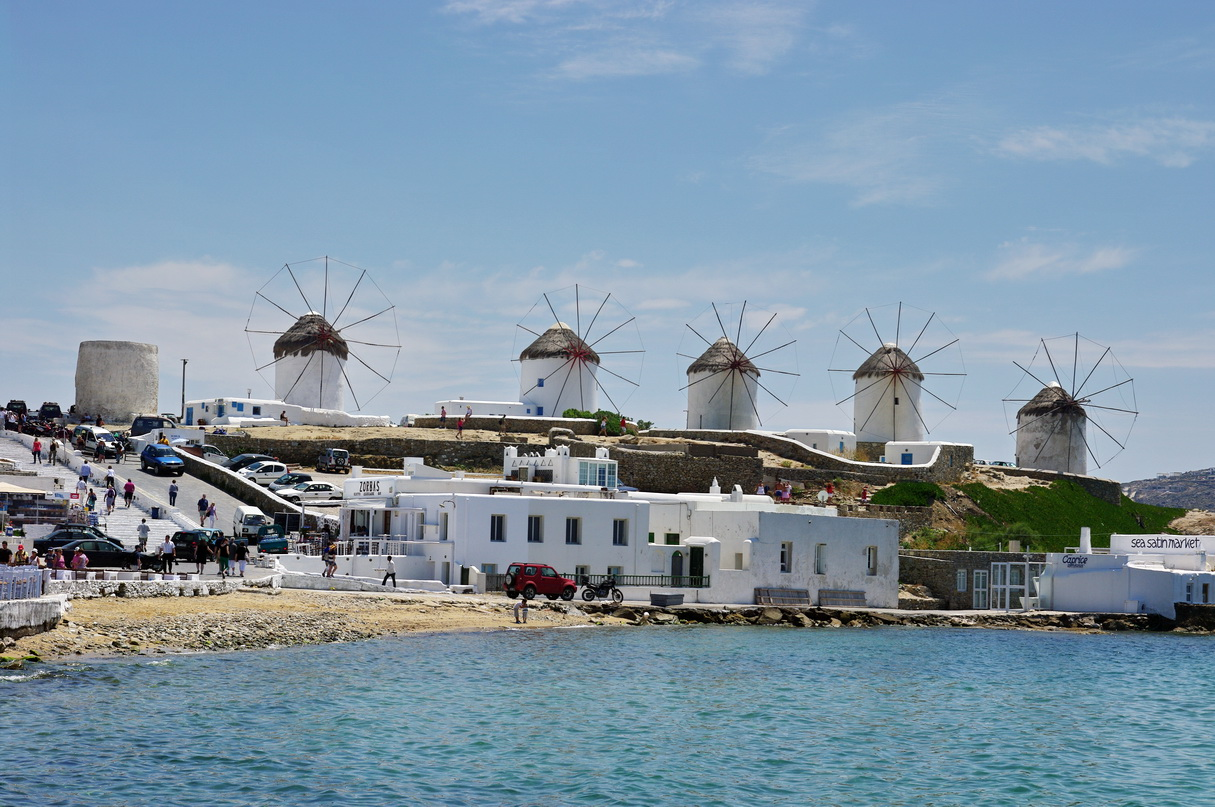
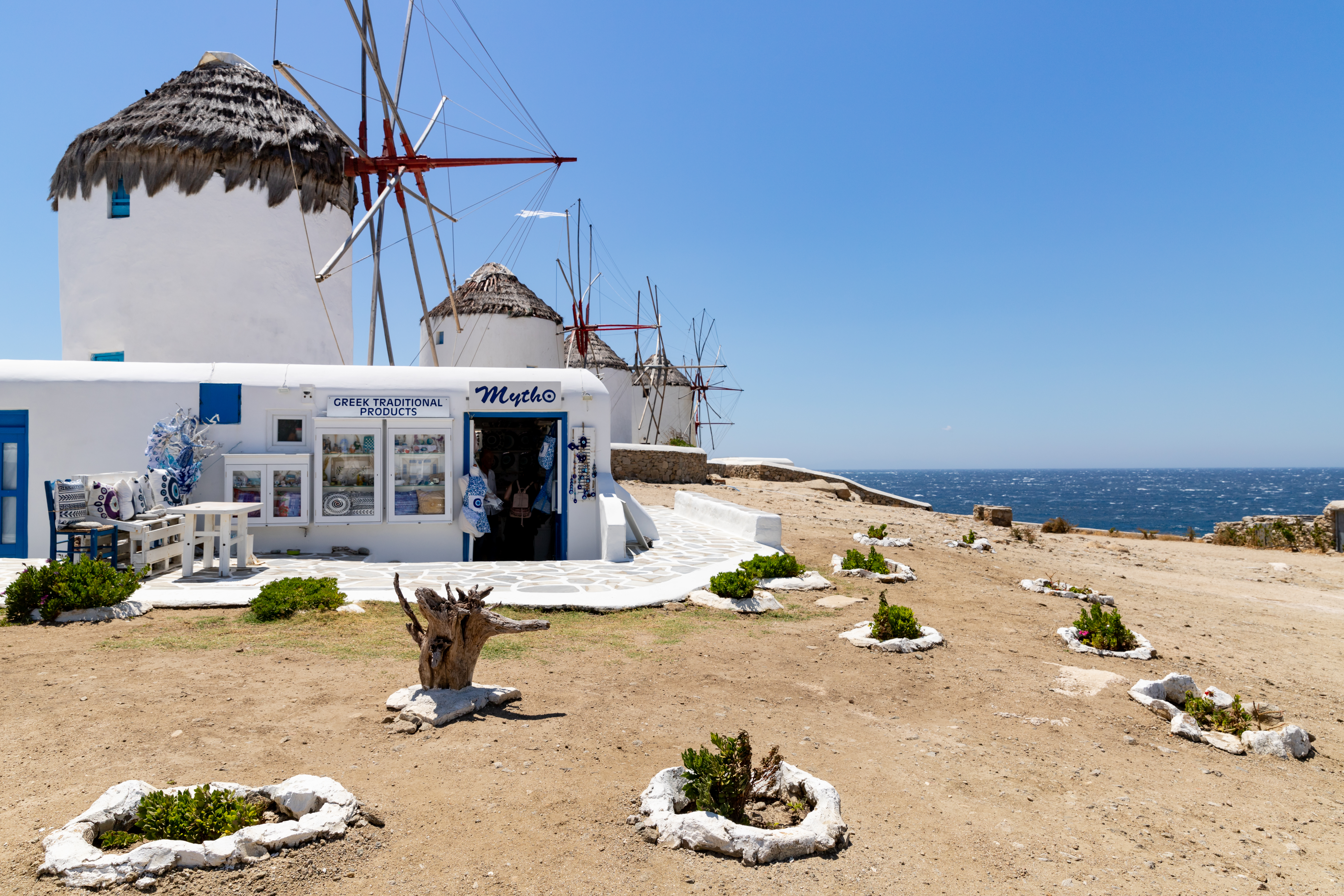

La plupart d'entre eux sont rénovés et entretenus à titre de patrimoine architectural traditionnel et pittoresque de Mykonos et des Cyclades.